# Église Saint-Nicolas de Brezova
Pour les articles homonymes, voir Église Saint-Nicolas.
L'église Saint-Nicolas de Brezova (en serbe cyrillique : Црква Светог Николе у Брезови ; en serbe latin : Crkva Svetog Nikole u Brezovi) est une église orthodoxe serbe située à Brezova, dans la municipalité d'Ivanjica et dans le district de Moravica, en Serbie. Elle est inscrite sur la liste des monuments culturels de grande importance de la république de Serbie (identifiant no SK 383),,,.

## Présentation
L'église, située au pied du mont Mučanj, aurait comme fondateur le despote serbe Stefan Lazarević (1374-1427) ; des fouilles archéologiques corroborent en partie cette tradition dans la mesure où elles ont mis au jour des vestiges antérieurs à l'église actuelle.
L'église Saint-Nicolas, telle qu'elle se présente aujourd'hui, remonte à la première moitié du XVIIe siècle. Elle est constituée d'une nef unique avec trois travées prolongée par une abside demi-circulaire ; une coupole domine la seconde travée. Par son style, l'église rappelle les constructions religieuses médiévales de l'école rascienne.

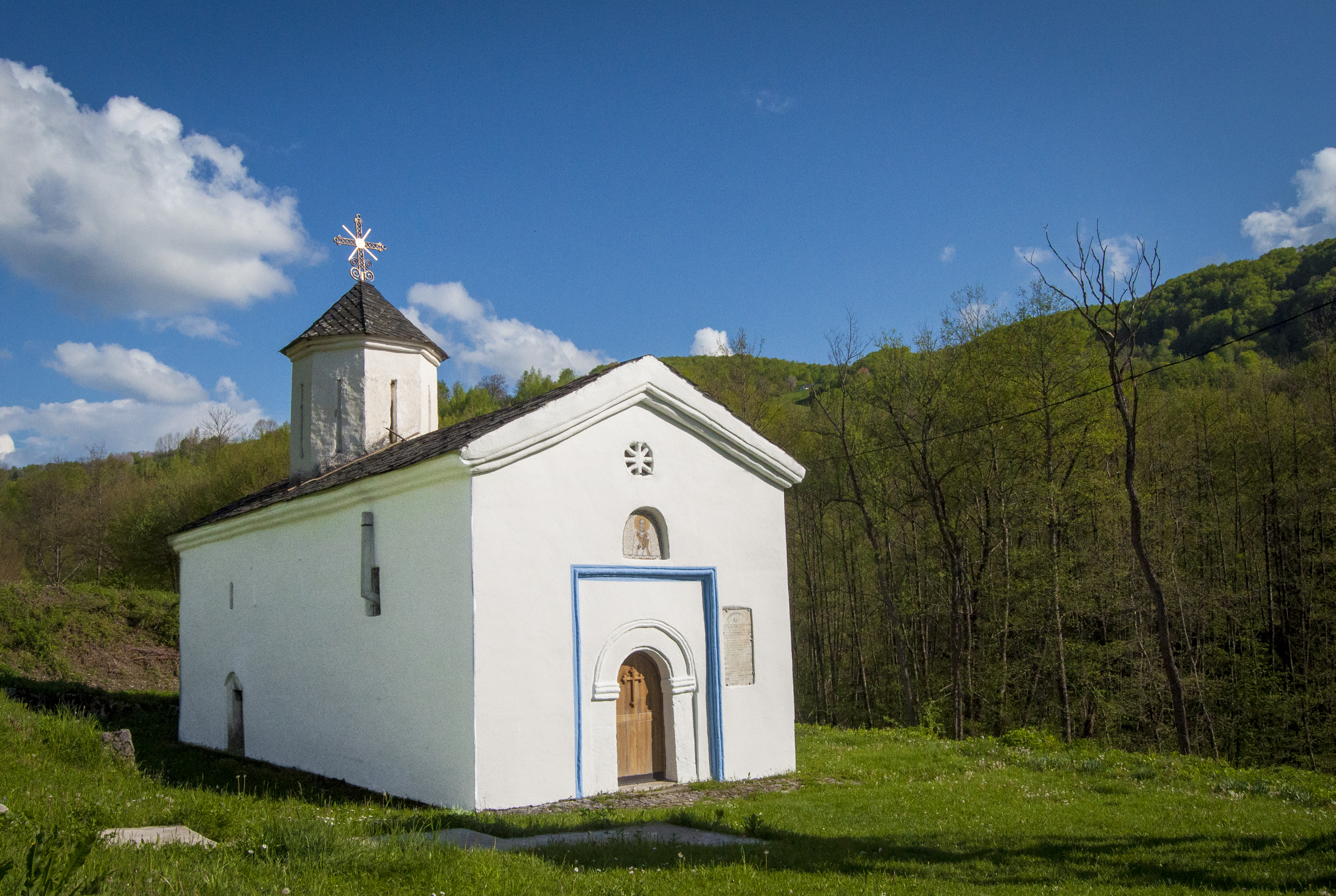
La façade occidentale.
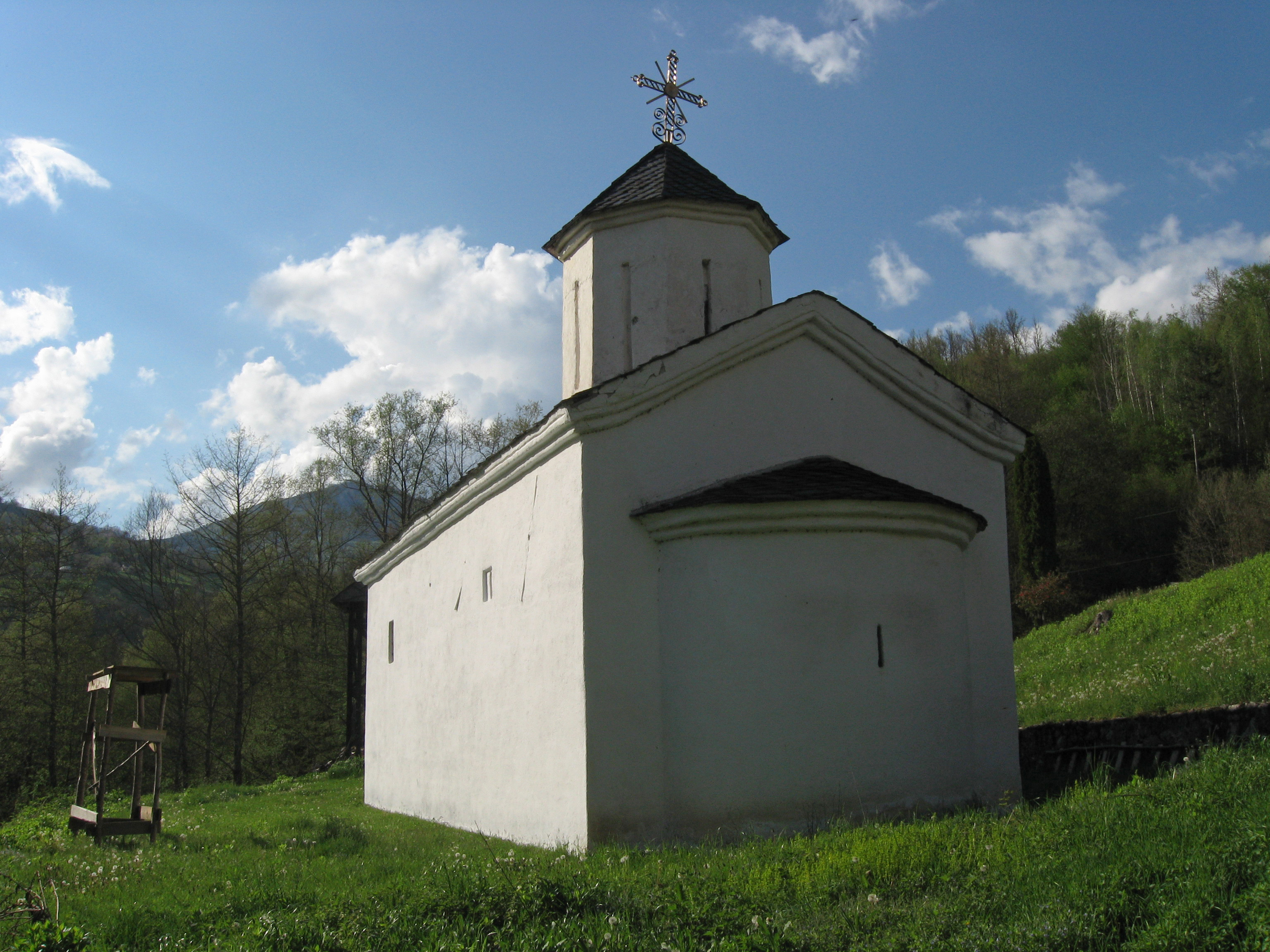
Le chevet.

Les fresques de l'église ont été peintes dans les années 1630. Les icônes de l'iconostase, ainsi que les « portes royales » et les voûtes de la coupole, ont été réalisées en 1805 par Simeon Lazović.

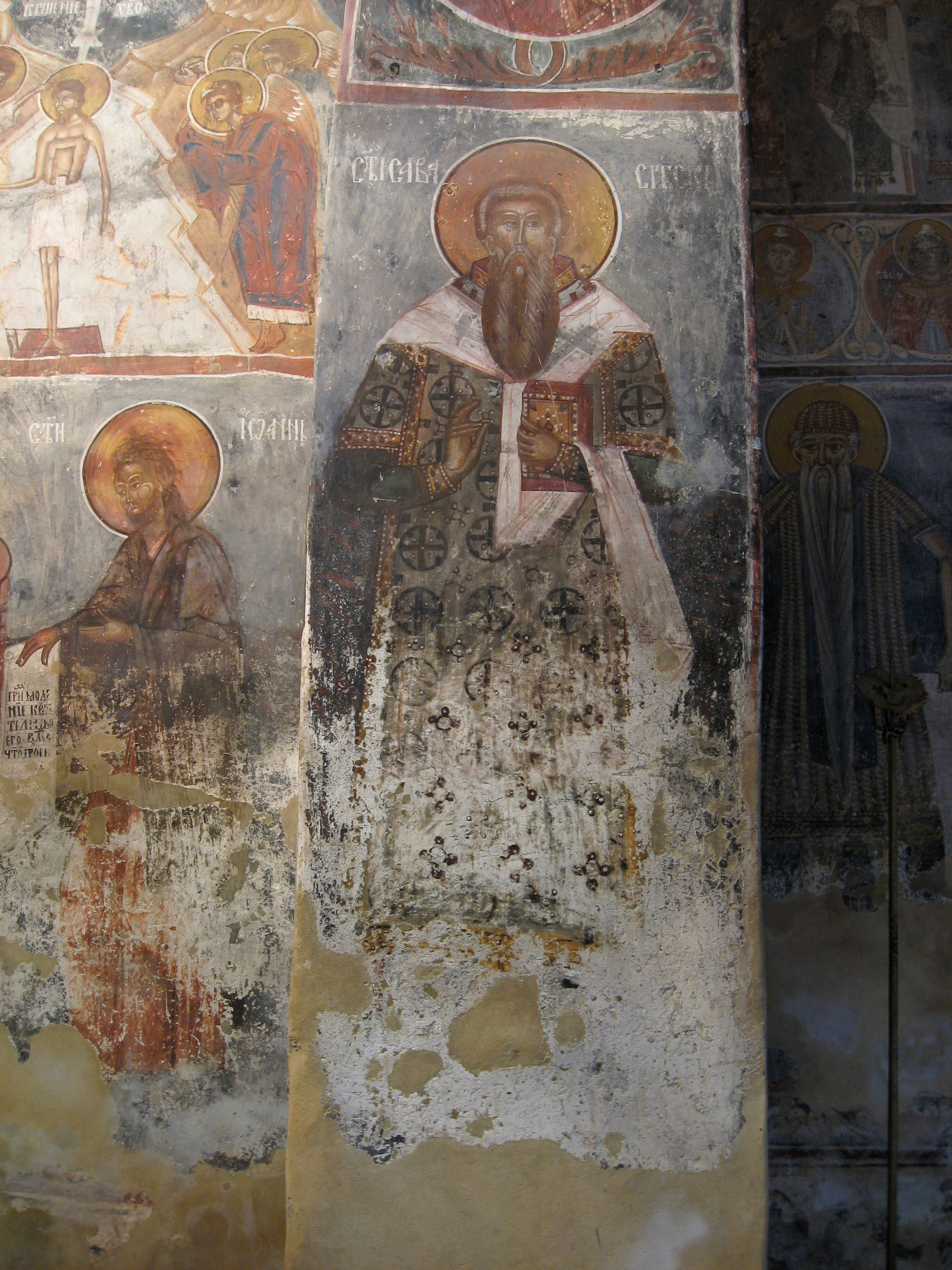
Fresques du mur sud.
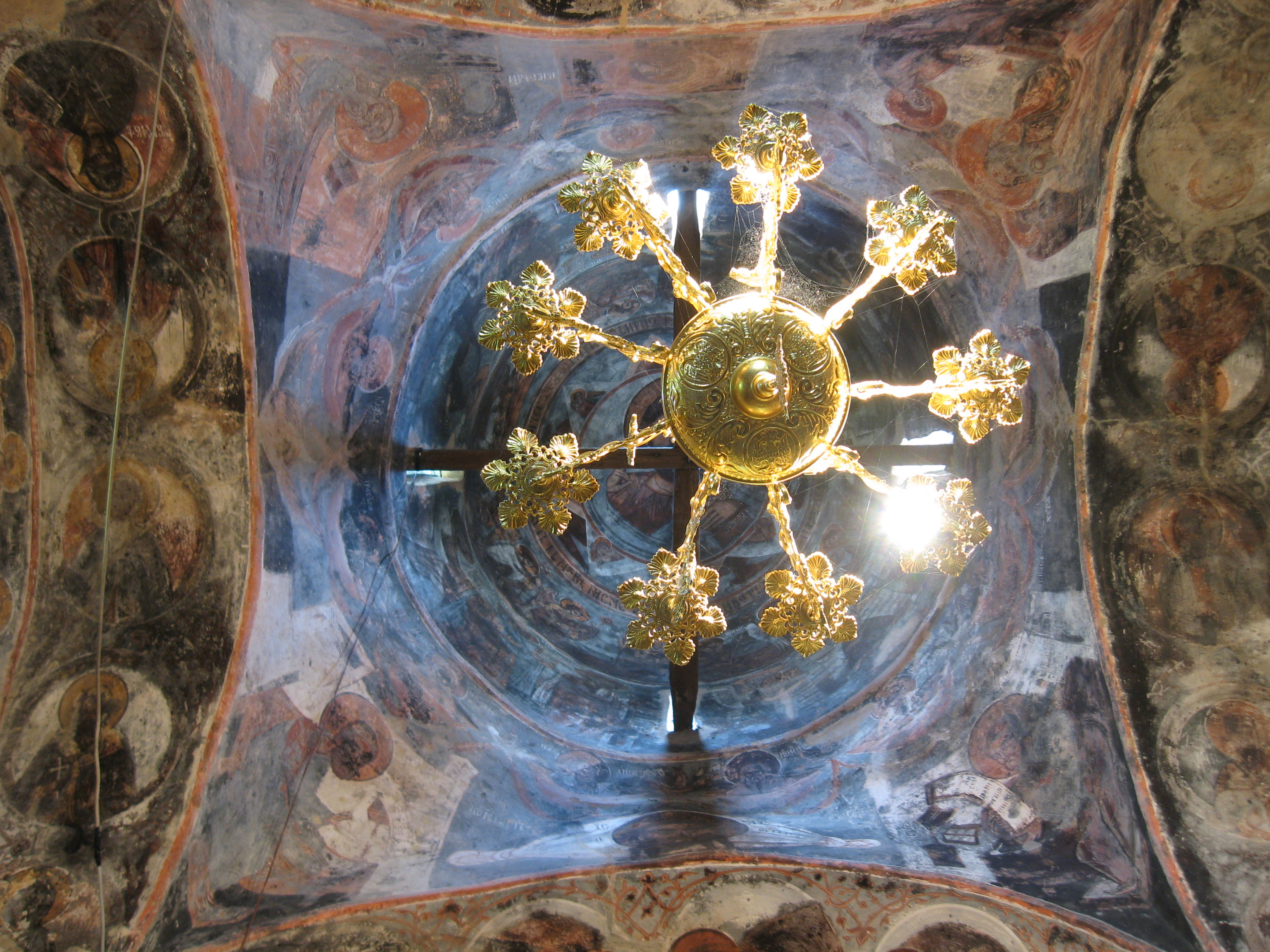
Lustre et fresques de la coupole.
L'iconostase avec les portes royales.

Des fouilles archéologiques et des travaux de conservation et restauration ont été effectués en 1971–1972, 1973–1975 et 1987.